# Surducel
Surducel – wieś w Rumunii, w okręgu Bihor, w gminie Vârciorog. W 2011 roku liczyła 22 mieszkańców.